# Vocală mijlocie posterioară rotunjită
| [o̞]      |
| Audio: ▶ |

În fonetică, vocala mijlocie posterioară rotunjită este un tip de sunet vocalic folosit în unele limbi vorbite. Simbolul acestui sunet în Alfabetul Fonetic Internațional este [o]. Același simbol este folosit și pentru vocala semiînchisă posterioară rotunjită. Această ambiguitate este permisă deoarece nu există nici o limbă care să distingă fonemic cele două vocale. În schimb o serie de limbi disting variantele semiînchisă și semideschisă, ca de exemplu limbile franceză, italiană, germană. Atunci cînd se dorește diferențierea între vocala [o] mijlocie și cea semiînchisă, varianta mijlocie se marchează cu semnul diacritic care indică deschiderea suplimentară a unei vocale, astfel: [o̞].
În limba română acest sunet se notează în scris cu litera O. Exemple: om /om/, loc /lok/, maro /ma'ro/. Trebuie precizat că litera O poate reprezenta și semivocala corespunzătoare, ca de exemplu în cuvintele oaste /'o̯as.te/, doar /do̯ar/.

## Pronunție
- Este o vocală mijlocie, adică pronunțată cu o deschidere a gurii intermediară între o vocală închisă și una deschisă, mai precis între o vocală semiînchisă și una semideschisă.
- Este o vocală posterioară, adică limba este plasată înspre partea posterioară a cavității orale, fără însă a bloca fluxul de aer.
- Este o vocală rotunjită, adică se pronunță cu participarea activă a buzelor, care formează o deschidere circulară.

## Exemple în alte limbi
Vocala mijlocie [o̞] apare în limbi precum spaniolă, japoneză, greacă, turcă. Este de observat că există și alte limbi în care apare o singură vocală anterioară între cea închisă, [u], și cea deschisă, [a], dar aceasta nu este neapărat mijlocie. De exemplu limba tukang besi vorbită în Sulawesi are numai varianta semiînchisă, iar limba taba vorbită într-o serie de insule din Indonezia are numai varianta semideschisă.
- Greacă: ωρολόγιο [ˌo̞.ro̞.ˈlo̞.ʝi.ˌo̞] (ceas)
- Japoneză: 面白い omoshiroi [o̞↑mo̞ɕiɺo̞↓i] (interesant, comic)
- Spaniolă: todo [ˈt̪o̞ð̞o̞] (tot)
- Turcă: kol [ko̞ɫ] (braț)
- Ucraineană: поїзд [ˈpo̞.jizd] (tren)